# András Pályi
András Pályi (ur. 1 grudnia 1942 w Budapeszcie) – węgierski pisarz, tłumacz i dziennikarz.

## Życiorys
W 1966 roku ukończył studia filologiczne (filologia polska i węgierska) na Uniwersytecie im. Loránda Eötvösa w Budapeszcie, a rok później dziennikarskie. Studiował też na wydziale dramaturgicznym Wyższej Szkoły Filmowej. Jako dziennikarz pracował dla czasopism Új Ember (1966–1968), Magyar Hírlap (1970–1974), Színház (1974–1989). Od 1989 do 1991 był redaktorem naczelnym pisma Magyar Napló. W latach 1991–1995 pełnił funkcję dyrektora Węgierskiego Instytutu Kultury w Warszawie, a od 1995 do 2005 dyrektora literackiego teatru w Egerze.  
Istotnym elementem jego działalności jest popularyzacja polskiej kultury na Węgrzech. Tłumaczył na język węgierski prace m.in. Jana Dobraczyńskiego, Witolda Gombrowicza i Leszka Kołakowskiego. Polskiej literaturze poświęcił opublikowany w 1998 roku zbiór esejów Suszterek és szalmabáb (Szewcy i chochoł). 
W 2001 otrzymał nagrodę literacką ZAiKS-u dla tłumaczy. 

## Twórczość

### Proza
- Tiéd a kert (1978, ISBN 963-15-1154-5)
- Éltem (1988, ISBN 963-15-3602-5)
- Kövek és nosztalgia (1989, ISBN 963-15-4115-0)
- Provence-i nyár (2001, ISBN 80-7149-430-5)
- Megérkezés (2003, ISBN 80-7149-549-2)

### Eseje
- Egy ember kibújik a bőréből (1992, ISBN 963-2909-32-X)
- Éltem – Másutt – Túl (1996, ISBN 80-7149-141-1)
- Suszterek és szalmabáb (1998, ISBN 80-7149-195-0)
- Képzelet és kánon (2001, ISBN 80-7149-502-6)
- Múlás és maradás (2004, ISBN 80-7149-606-5)
- A kerület órái (2007, ISBN 80-7149-885-8)

### Przekłady z języka polskiego
- A szent kard (Święty miecz, Jan Dobraczyński, 1967)
- Luxor (Luksor, Kazimierz Michałowski, 1973)
- Az ezredes (Stankiewicz, Eustachy Rylski, 1993, ISBN 963-7770-43-7)
- Kis előadások nagy kérdésekről (Mini-wykłady o maksi-sprawach Leszek Kołakowski, 1998, ISBN 963-07-6311-7)
- Napló (Dziennik, Witold Gombrowicz, 2000, ISBN 80-7149-383-X)